# Гуннарссон, Никлас
Никлас Гуннарссон (норв. Niklas Gunnarsson; род. 27 апреля 1991, Тёнсберг, Эстланд) — норвежский футболист, защитник швейцарского «Ивердон-Спорт».

## Клубная карьера
В детские и юношеские годы выступал за «Порс», где работал его отец. Затем выступал за молодёжную команду английского «Уолсолла». В 2008 году из-за финансовых трудностей в клубе контракт с защитником был расторгнут, после чего тренировался со «Сток Сити». Вскоре вернулся в Норвегию, где присоединился к юношеской команде «Одда». Весной 2012 года подписал с клубом первый профессиональный контракт. 25 марта того же года дебютировал за основной состав клуба в чемпионате Норвегии в матче с «Согндалом», выйдя на замену уже на 12-й минуте встречи.
В октябре 2013 года на правах свободного агента перешёл в «Волеренгу», с которой подписал контракт, рассчитанный на три года. Первую игру за новый клуб провёл 28 марта 2014 года против «Молде». В июле 2015 года на правах аренды перешёл в шведский «Эльфсборг». За время выступлений за клуб принял участие в 11 матчах, в которых забил один мяч. По окончании аренды покинул команду и вернулся в «Волеренгу». В январе 2016 года также на правах аренды до конца сезона перешёл в шотландский «Хиберниан». Вместе с клубом дошёл до финала кубка Шотландии. В решающем матче с «Рейнджерс» Гуннарссон вышел на поле на 83-й минуте, а его команда победила со счётом 3:2.
В августе 2016 года перешёл в шведский «Юргорден», с которым подписал контракт на полтора года. За клуб в чемпионате Швеции дебютировал 14 августа в игре с «Эльфсборгом». В 2018 году вместе с клубом стал обладателем кубка Швеции. В финале турнира Гуннарссон появился на поле на 81-й минуте вместо Феликса Беймо. По окончании контракта покинул шведский клуб и в марте 2019 года перебрался в итальянский «Палермо». Не сыграв ни одного матча за команду, в июле того же года разорвал контракт и перешёл в «Сарпсборг 08». С 2020 по 2022 годы выступал за «Стрёмсгодсет».
В марте 2023 года в третий раз приехал в Швецию, став игроком «Норрчёпинга». Первую игру за новый клуб провёл в первом туре чемпионата Швеции против «Сириуса». В августе того же года перешёл в швейцарский «Ивердон-Спорт».

## Личная жизнь
Его отец, Ронни Гуннарссон, шведский футбольный тренер. Работал в ряде норвежских клубов, сборной Фарерских островов, а также обозревателем в журнале «Svensk Fotboll».

## Достижения
Хиберниан:
- Обладатель кубка Шотландии: 2015/16

Юргорден:
- Обладатель кубка Швеции: 2017/18

## Статистика в сборной
| Матчи и голы Никласа Гуннарссона за национальную сборную Норвегии | Матчи и голы Никласа Гуннарссона за национальную сборную Норвегии | Матчи и голы Никласа Гуннарссона за национальную сборную Норвегии | Матчи и голы Никласа Гуннарссона за национальную сборную Норвегии | Матчи и голы Никласа Гуннарссона за национальную сборную Норвегии | Матчи и голы Никласа Гуннарссона за национальную сборную Норвегии |
| №                                                                 | Дата                                                              | Оппонент                                                          | Счёт                                                              | Голы                                                              | Соревнование                                                      |
| ----------------------------------------------------------------- | ----------------------------------------------------------------- | ----------------------------------------------------------------- | ----------------------------------------------------------------- | ----------------------------------------------------------------- | ----------------------------------------------------------------- |
| 1                                                                 | 6 сентября 2019                                                   | Португалия                                                        | 0:3                                                               | 0                                                                 | Товарищеский матч                                                 |

Итого:1 матч и 0 голов; 0 побед, 0 ничьих, 1 поражение.